# Evangelische Kirche (Hattenrod)

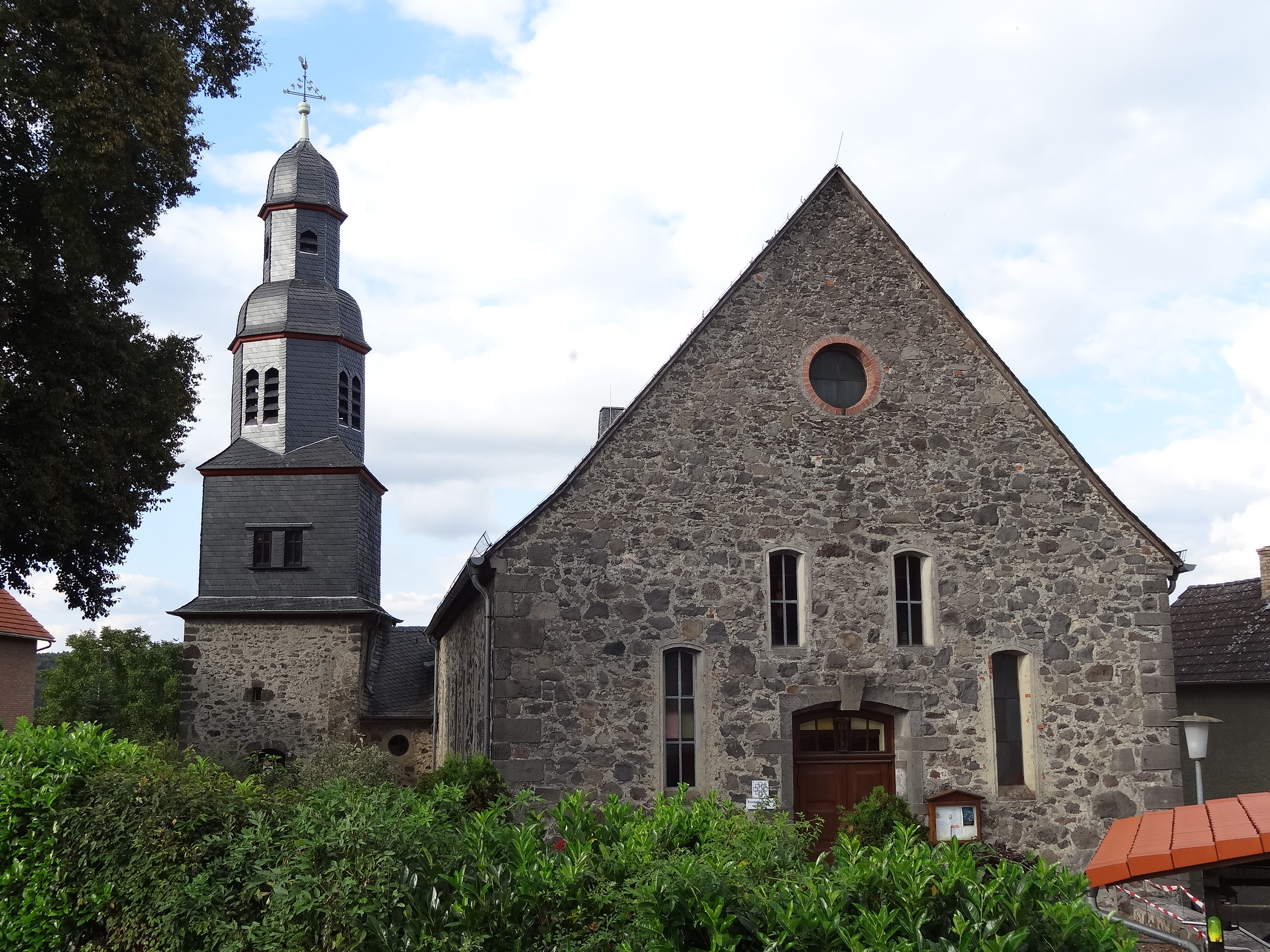
Kirche mit gotischem Turm von Süden

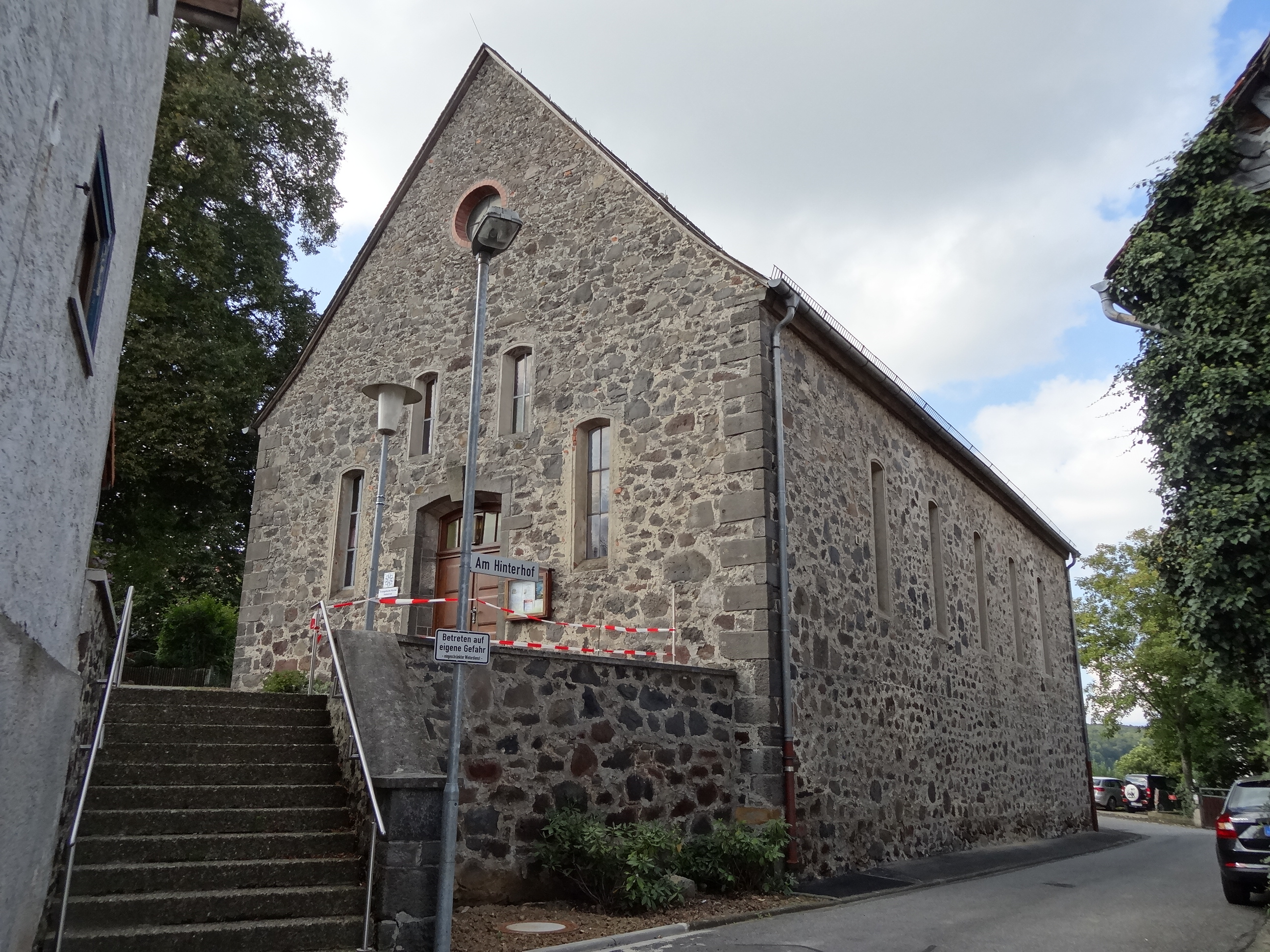
Kirche von Südosten

Die Evangelische Kirche in Hattenrod, einem Ortsteil von Reiskirchen (Hessen), ist eine Saalkirche aus dem Jahr 1952, deren gotischer Turm aus dem 14. oder 15. Jahrhundert mit einem dreigeschossigen Helmaufbau aus dem Anfang des 18. Jahrhunderts erhalten ist. Das hessische Kulturdenkmal beherbergt einen spätgotischen gemalten Flügelaltar, der nach 1489 geschaffen wurde.
Die Kirchengemeinde, die mit Ettingshausen und Harbach pfarramtlich verbunden ist, gehört zum Dekanat Gießener Land in der Propstei Oberhessen der Evangelischen Kirche in Hessen und Nassau.

## Geschichte
Urkundlich ist im Jahr 1294 ein Pleban in Hattenrod nachgewiesen. Um 1400 gehörte der Ort kirchlich zum Sendbezirk Winnerod im Archidiakonat St. Stephan im Bistum Mainz. Wahrscheinlich wurde Hattenrod ebenso wie Albach von der Pfarrei Burkhardsfelden versorgt. Mit der Reformation wechselte die Kirchengemeinde zum evangelischen Bekenntnis und wurde um 1550 unter Reinhard von Solms-Lich Filial von Ettingshausen.
Der mittelalterliche, kurze Vorgängerbau erhielt um 1500 einen Chor auf quadratischem Grundriss und im Zuge einer Dacherneuerung im 17. Jahrhundert ein Tonnengewölbe, der Turm in den 1700er Jahren einen neuen Aufbau. In den Jahren 1698 bis 1700 wurde im Chor eine Empore eingebaut und eine erste Orgel angeschafft. Im Jahr 1846 wurde die Kirchengemeinde für einige Jahre pfarramtlich mit Winnerod verbunden, nach 1855 der alte Zustand wiederhergestellt.
Die Kirchengemeinde hatte bereits vor dem Ersten Weltkrieg für einen Kirchenneubau kollektiert. Das Projekt verzögerte sich jedoch aufgrund der Weltkriege und der Inflation. 1944 brach nach einem Bombenangriff auf den nahegelegenen Flugplatz Ettingshausen ein Teil der Mauer ein, sodass die Kirche 1947 gesperrt wurde. Aufgrund von Baufälligkeit wurde das alte Kirchenschiff im selben Jahr abgerissen und 1952 dank der Opferbereitschaft von Kirche und Gemeinde und Eigenleistungen in wenigen Monaten durch einen Neubau unter Leitung des Hochbauamtes Gießen ersetzt. Von dem alten Inventar wurden nur die Orgel und der Flügelaltar übernommen. Peter Weyrauch entdeckte das alte Altarkreuz mit Korpus aus dem frühen 16. Jahrhundert auf dem Dachboden des Rathauses.

## Architektur

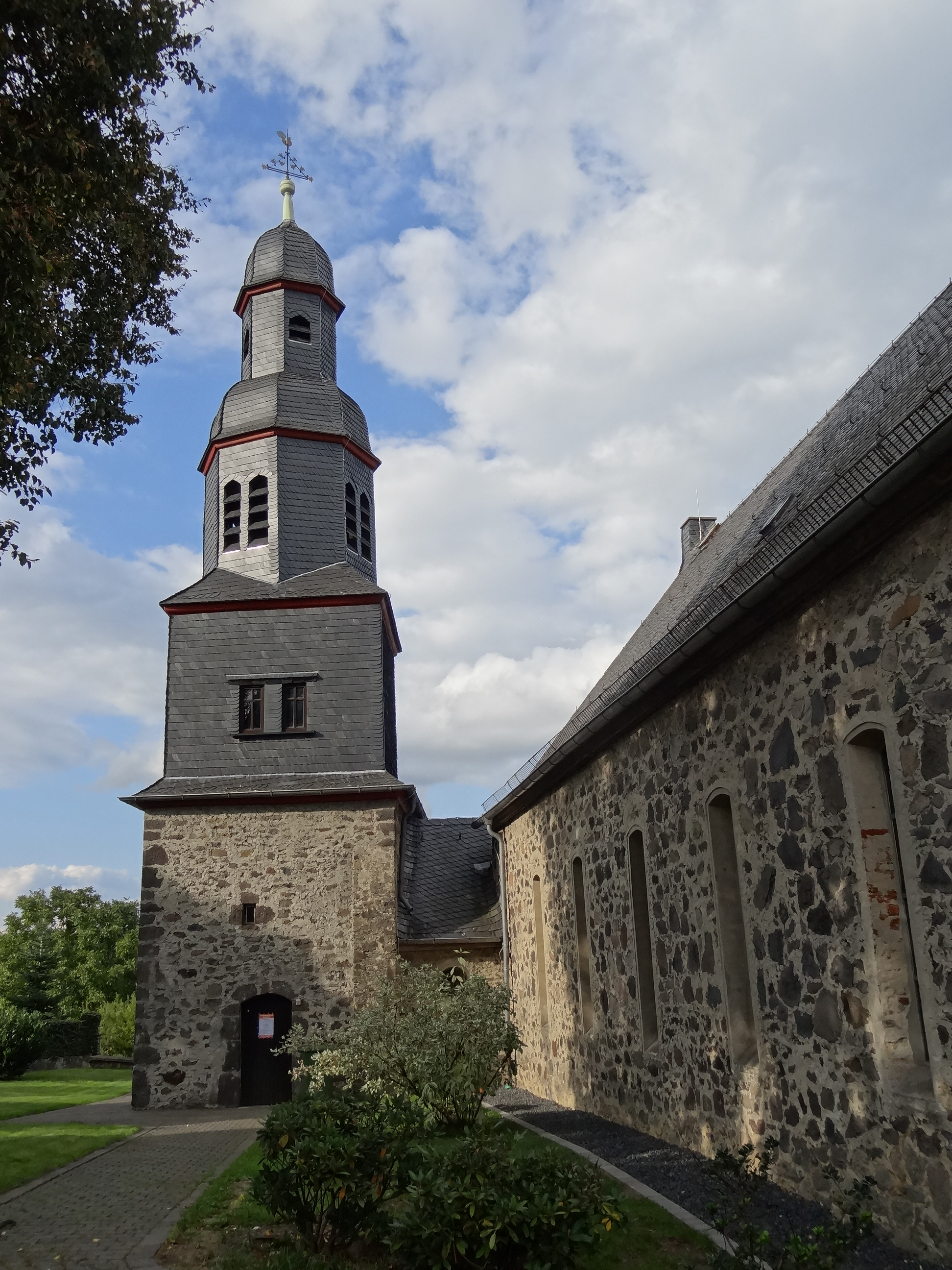
Turm von Süden

Die geostete Vorgängerkirche mit Satteldach im nordwestlichen Ortszentrum war vollständig von einer wehrhaften Mauer umschlossen. Der moderne Saalbau auf rechteckigem Grundriss in Nord-Süd-Ausrichtung ist unmittelbar an der Straße aus Bruchsteinmauerwerk errichtet. Eine kleine Sakristei, die östlich an den Turm angebaut wurde, vermittelt zwischen dem mittelalterlichen Turm und Kirchenschiff. Architektonisch greift das Schiff spätbarocke und klassizistische Formensprache auf. Es wird an den beiden Langseiten von flachbogigen Fenstern belichtet und durch ein flachbogiges Südportal erschlossen. Das Portal hat einen keilförmigen Schlussstein und wird von zwei schmalen Fenstern flankiert. Im Dreiecksgiebel ist ein kleines Rundfenster eingelassen.
Der Turmschaft ist aus Bruchsteinmauerwerk gemauert und hat im Süden ein Portal. Darüber erhebt sich ein dreigeschossiger, verschieferter, hölzerner Helmaufbau. Ein kubusförmiges Geschoss ist baulich zurückgesetzt und vermittelt zu den beiden achtseitigen Obergeschossen, die mit geschweiften Hauben abschließen. Der Helm wird von einem Turmknauf mit schmiedeeisernem Kreuz und Wetterhahn bekrönt. Das Glockengeschoss beherbergt seit 1966 ein Dreiergeläut. Die älteste Glocke wurde von Johannes Henschel 1707 in Gießen für eine Kirche des Klosters Arnsburg gegossen. Für eine im Ersten Weltkrieg abgelieferte Glocke schaffte die Gemeinde als Ersatz eine Glocke der Gussstahlfabrik Bochumer Verein an und 1966 eine dritte von Rincker.
Zu Beginn der 1960er Jahre gab der Bauuntergrund nach und es entstanden Mauerrisse; der Südgiebel drohte sich von den Langseiten zu lösen. Durch den Einbau einer Stahlbetonempore und durch Maueranker wurden die statischen Probleme behoben.

## Ausstattung

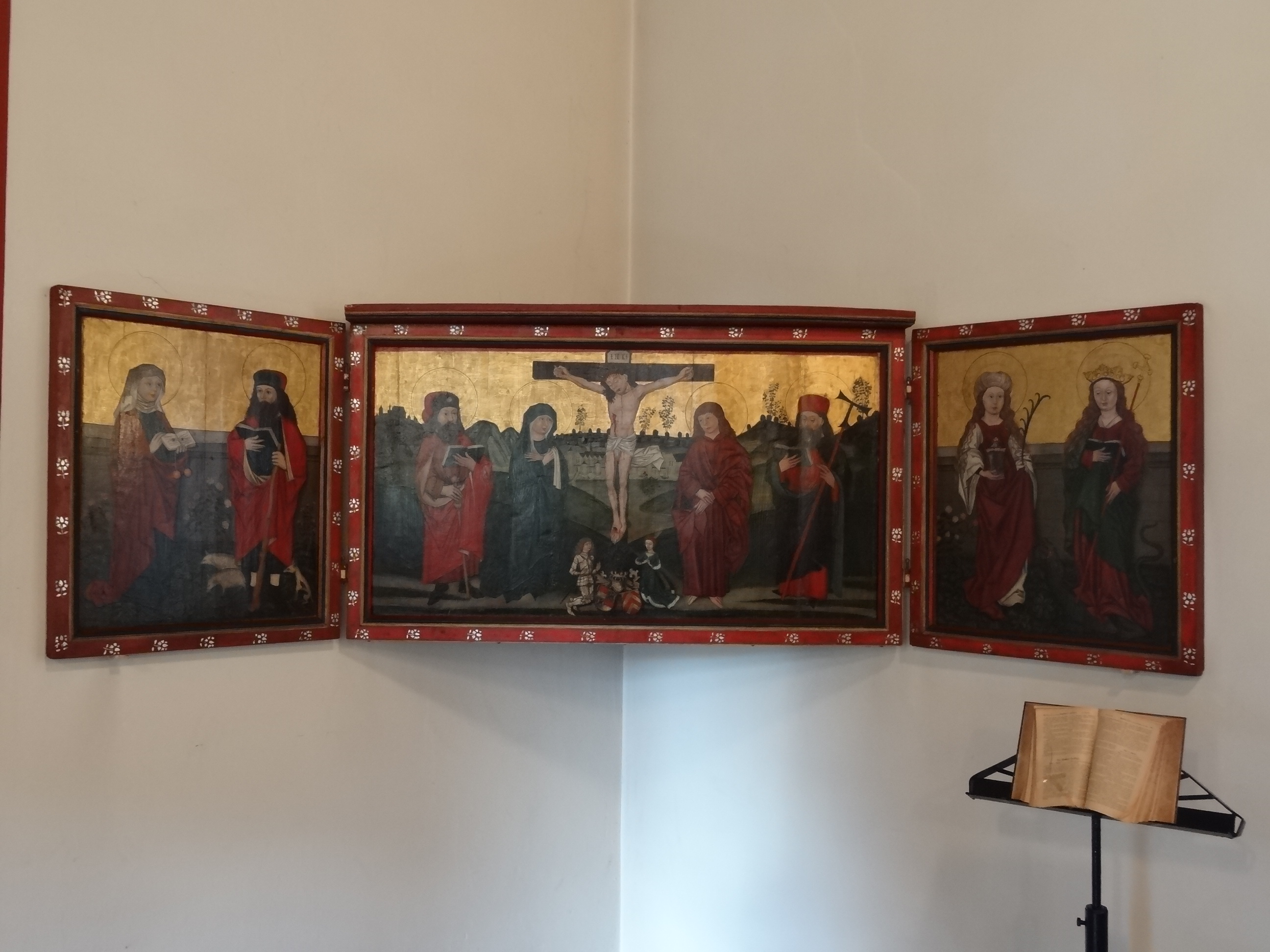
Spätgotischer Flügelaltar

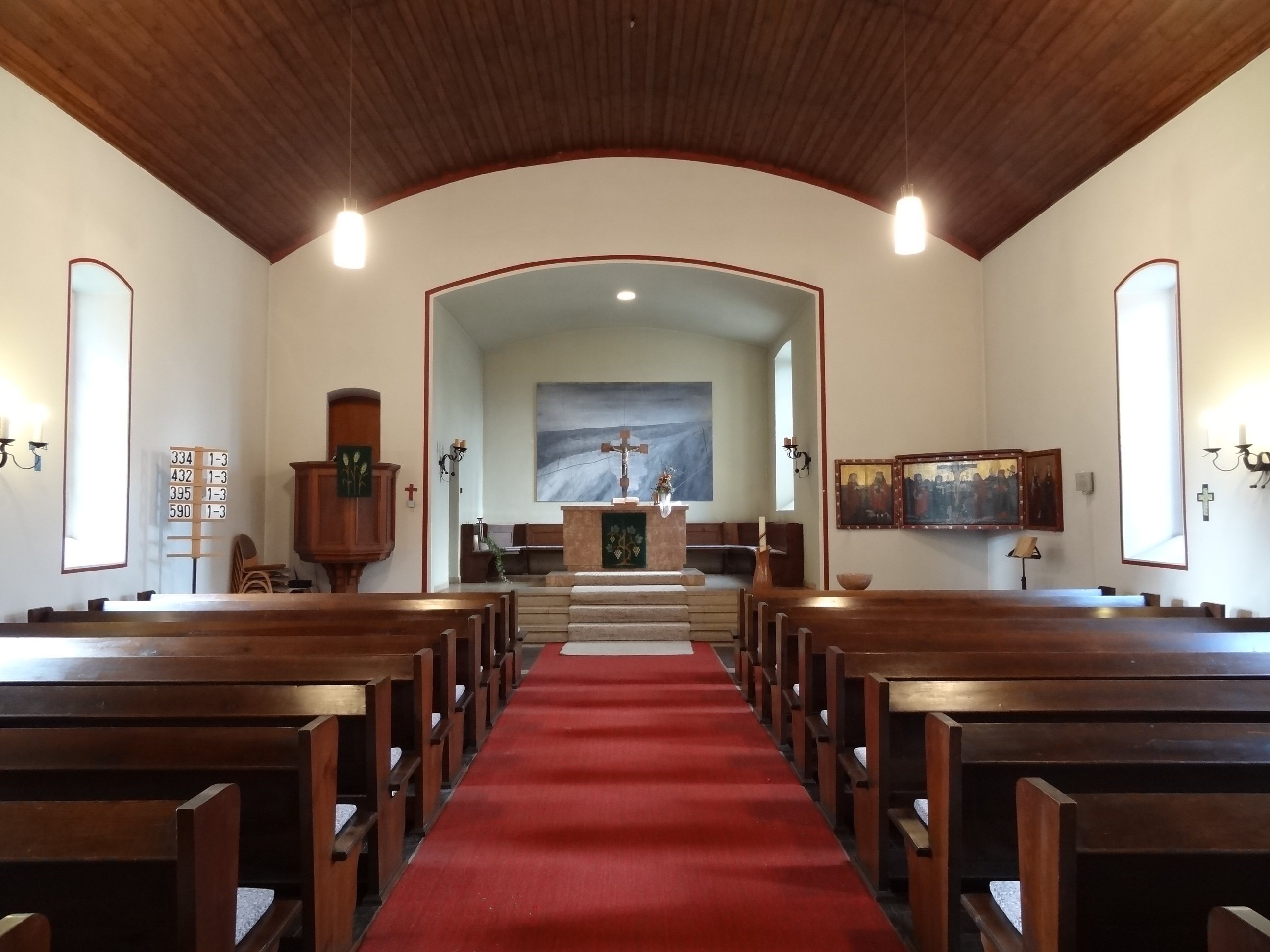
Innenraum mit Blick nach Norden

Der Innenraum wird von einer flach gewölbten Holztonne abgeschlossen. Der eingezogene, querrechteckige Chor hat ebenfalls eine flach gewölbte, gegenüber dem Schiff aber niedrigere Decke.
In der Nordwestecke ist die polygonale hölzerne Kanzel auf einem Fuß aufgestellt. Das schlichte Kirchengestühl lässt einen Mittelgang frei. Das spätgotische Altarkreuz trug an den breiten Enden der Kreuzarme ursprünglich wahrscheinlich Medaillons mit den Evangelistensymbolen.
Wertvollster Einrichtungsgegenstand ist der spätgotische Flügelaltar, der in der südwestlichen Ecke angebracht ist und insgesamt 3,18 Meter breit ist. Das Triptychon stammt wahrscheinlich aus dem Antoniterkloster Grünberg oder dem Antoniterkloster Roßbach und muss aufgrund der angebrachten Wappen nach 1489 entstanden sein. Es zeigt im Mittelfeld (1,58 Meter breit) die Kreuzigungsszene mit Maria und Johannes, flankiert vom heiligen Antonius mit Buch und T-förmigem Stab und dem Apostel Jakobus mit Pilgerstab und Muschel. In kleiner Gestalt kniet das Stifterpaar Graf Philipp zu Solms und seine Frau Adriana von Hanau, das 1489 geheiratet hat, unter dem Kreuz. Auf dem Goldgrund hebt sich eine Landschaft mit Stadt und zinnenbewehrter Mauer ab. Auf den Seitenflügeln (jeweils 0,78 Meter breit) sind links die heiligen Odilia mit einem Buch, das zwei Augen hat, und Wendelin mit Stab, Hund und zwei Schafen und rechts Maria Magdalena mit dem Salbengefäß und die hl. Margareta mit Buch und einem Kreuzstab, mit dem sie auf einen Drachen einsticht, dargestellt. Von minderer Qualität sind die Darstellungen der Geburts- und Verkündigungsszene auf den Außenseiten der Flügel.

## Orgel

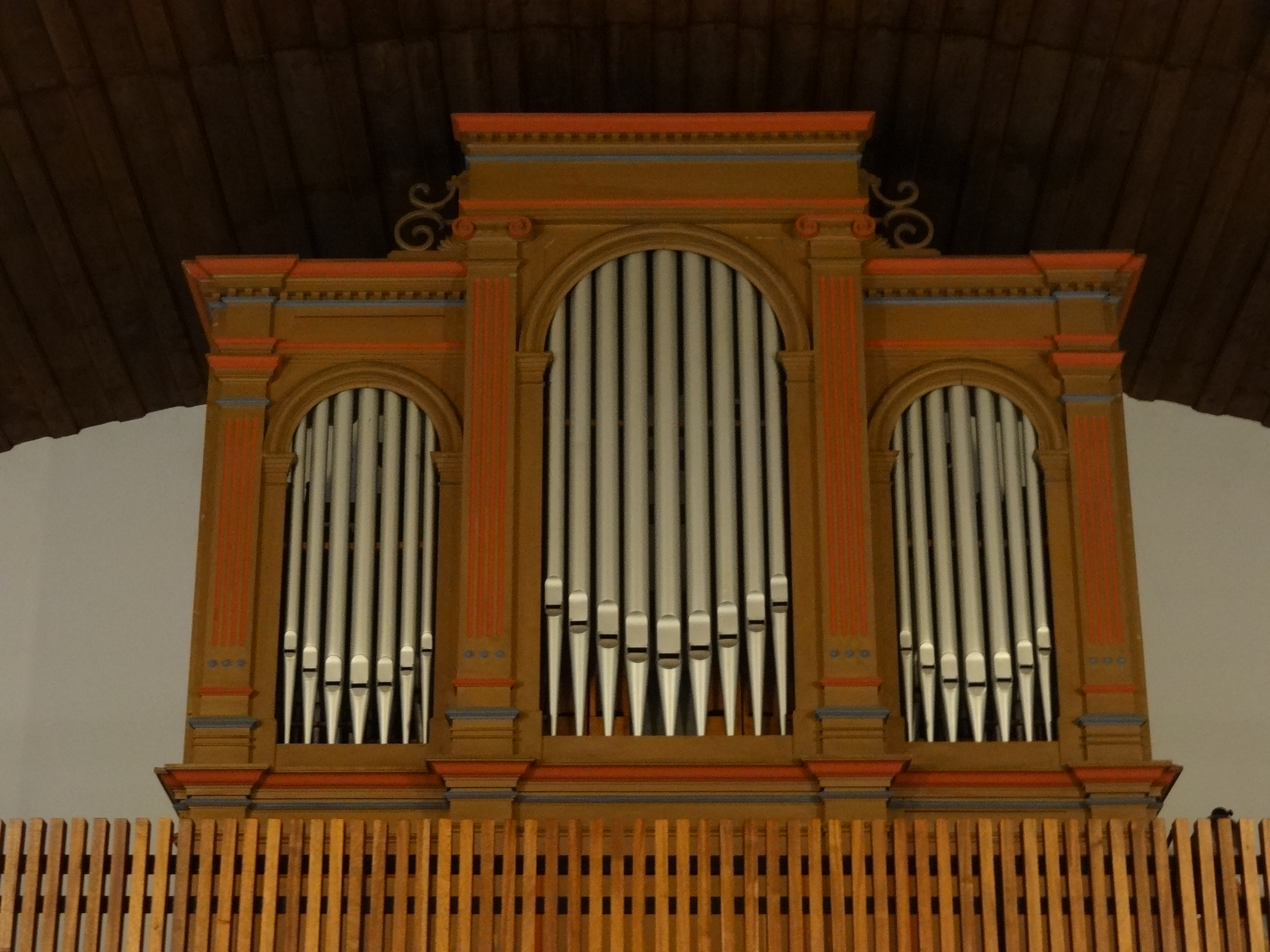
Orgel von 1902

Eine Orgel von 1700 wurde möglicherweise von Florentinus Wang aus Lützenburg gebaut. Sie stand im Chor auf einer eigens errichteten Empore. Die heutige Orgel entstand 1902 nach Plänen von A. Förster, Sohn von Johann Georg Förster. Die Firma Förster & Nicolaus baute das Instrument 1947 ab und stellte es nach einer Ausreinigung 1952 in der neuen Kirche auf der Nordempore auf. Das Opus 96 verfügt über sieben Register, die sich auf ein Manual und Pedal verteilen. Die Disposition lautet wie folgt:
| I Manual C–f3 |       |
| Prinzipal     | 8′    |
| Gedackt       | 8′    |
| Salicional    | 8′    |
| Oktav         | 4′    |
| Flöte dolce   | 4′    |
| Rauschquinte  | 2 ⁄3′ |

| Pedal C–d1 |     |
| Subbaß     | 16′ |

- Koppeln: I/P, Oktavkoppel